# Три минуты
«Три минуты» (англ. Three Minutes) — 47-й эпизод телесериала «Остаться в живых», и 22-й во втором сезоне. Сценарий к эпизоду написали Эдвард Китсис и Адам Хоровиц, а режиссёром стал Стивен Уильямс. Премьера эпизода состоялась на канале ABC 17 мая 2006 года. Центральным персонажем эпизода является эмоционально конфликтный Майкл Доусон. Этот эпизод также подчёркивает переход мистера Эко от его проекта по строительству церкви к его самоназначенной роли по вводу чисел в компьютере.

## Сюжет

### Воспоминания
Тринадцать дней назад, Майкл попросил у Локка ружьё. Хотя Локк и даёт ему ружьё, Майкл вырубает его, а затем отправляется к компьютеру, чтобы получить указания о том, как найти своего сына Уолта. Вдруг появляется Джек; Майкл сталкивается с ним и запирает его и Локка в оружейной комнате, прежде чем отправиться спасать Уолта. По дороге он попадает в плен к Другим и его отводят в другое место. Затем его встречают мистер Фрэндли и различные Другие, незадолго до встречи Фрэндли с выжившими в «Отряде охотников». Оставшись наедине с Майклом, Алекс говорит ему, что мистер Фрэндли просто отправляет им послание, чтобы напугать их. Затем она спрашивает Майкла о Клэр и её ребёнке. Майкла тащат в лагерь Других, где они, как кажется, живут в самодельных палатках. Женщина, представив себя как «мисс Клу», задаёт вопросы о детстве Уолта. В конце концов она объясняет, что она хочет, чтобы Майкл вернулся в свой лагерь и освободил Генри Гейла. Майкл требует встречи с Уолтом, и она соглашается, дав ему три минуты на разговор. Затем Майкл воссоединяется со своим сыном. Уолт сообщает Майклу, что они заставляют его проходить «тесты», и он предупреждает Майкла, что Другие «не те, кем кажутся». Мисс Клу угрожает Уолту, говоря ему, что отправит его в «Комнату», если он скажет что-нибудь, что может разоблачить их. Впоследствии Уолта забирают после того, как он бросился к Майклу, умоляя его спасти его. Мисс Клу говорит Майклу, что они освободят его и Уолта, если они приведёт четырёх человек из своего лагеря к Другим. Она даёт ему листок бумаги с именами людей: Джек, Кейт, «Джеймс Форд» (Сойер) и Хёрли. Она заявляет, что он должен привести своих друзей, если он снова хочет увидеть Уолта. Майкл соглашается, но также требует, чтобы ему и Уолту взамен дали лодку.

### На острове
Майкл спорит с другими выжившими о том, кто должен сопровождать его до лагеря Других. Он не говорит им о своих инструкциях, но настаивает на ограниченном количестве людей до числа имён в списке. Когда Сойер сообщает Майклу, что он позвал с ними Саида, Майкл протестует и прямо говорит Саиду, что он не пойдёт с ними. Майклу также не удаётся убедить Хёрли пойти, хоть и напоминает ему об убийстве Либби. Саид подозревает, что Майкл был «скомпрометирован» Другими, и решает работать над новым планом с Джеком, чтобы попытаться вернуть себе преимущество. На пляже Чарли приносит сумку DHARMA с вакциной и пневматическим инъектором, чтобы Клэр и Аарон могли им воспользоваться. Позже Чарли изо всех сил пытается достроить церковь, а Винсент приближается к нему со статуэткой Девы Марии, в которой содержится героин. Чарли следует за Винсентом до тайника Сойера и обнаруживает другие статуэтки. Чарли решает выбросить их всех в океан, и Локк замечает, что Чарли победил своих внутренних демонов. Во время похорон Либби и Аны-Люсии, пока остальные выжившие стоят вокруг их могил, Локк срезает шины и снова начинает ходить без костылей. Сказав несколько слов о Либби, Хёрли говорит заметно успокоившемуся Майклу, что он собирается присоединиться к его экспедиции в лагерь Других. В этот момент похороны прерываются, когда Сун вдруг замечает яхту, плывущую к острову.

## Реакция
Во время первого показа эпизод посмотрели 14,67 миллионов зрителей.
Крис Каработт из IGN оценил эпизод на 8,4 из 10, при этом похвалив Гарольда Перрино, назвав его «бесподобным», так как его персонажу было «поручено изображать виновного, злого, отчаянного и лживого человека, и он делает исключительную работу, уравновешивая эти различные аспекты своего персонажа». IGN поставил «Три минуты» на 60-е место из всех эпизодов «Остаться в живых», где также отметили, что это один из немногих эпизодов, где действие полностью происходило на острове, включая воспоминания. LA Times поставил этот эпизод на 70 место в списке лучших эпизодов сериала.